# Elvis (tecknad serie)

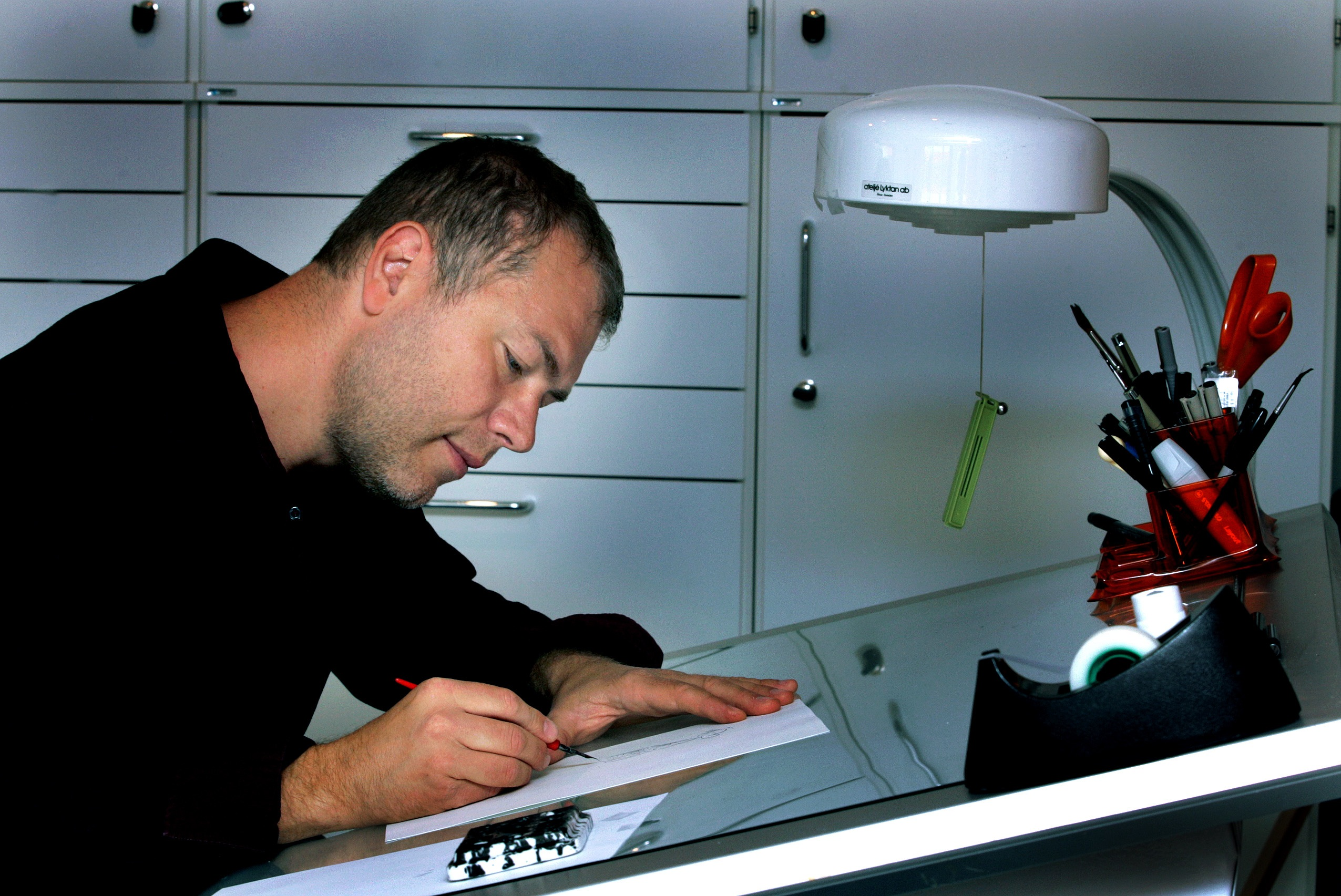
Tony Cronstam.

Elvis är en svensk dagspresserie, skapad 2000 efter skisser Tony Cronstam gjorde redan 1995. Humorserien omkring en antropomorf sköldpadda och hans omgivning är skapad av Tony. Några år in i serien började han skriva serien tillsammans med Maria Cronstam fram till deras skilsmässa 2014, när också all nyproduktion av serien lades på is. Seriemanusen var ofta baserade på eller inspirerade av det äkta parets egna liv.

## Handling
Seriens huvudfigur, toffelhjälten Elvis Tonysson, är en antropomorfisk sköldpadda som man får följa i hans dagliga liv. Elvis kommer från Landskrona. Han bor nu i en villa, men bodde i en hyresrätt innan han fick barn.

## Figurer

### Elvis
Elvis, seriens titelfigur, är gift med Hedvig. Elvis är Tonys alter ego. Han gillar att ligga i sitt badkar, arbetar som psykolog och har sin Xbox som ett stort intresse. Till utseendet är han inspirerad av Skalman, en figur i serien Bamse som Tony Cronstam tidigare arbetade för som tecknare.

### Hedvig
Hedvig, Elvis fru, har rött hår. Hon är Marias alter ego. Hedvig är liksom sin man en sköldpadda. Tillsammans med Elvis har de Lillan, som föddes i serien under oktober 2007.

### Lillan
Elvis och Hedvigs dotter. Hon föddes 2007, och hennes födelse beskrevs 8 oktober och några dagar framåt i serien. Hon varken säger eller gör så mycket utan beter sig mest som småbarn gör.

### Sonny
Sonny är Elvis och Hedvigs katt. Han är en vanlig huskatt, som tänker istället för att prata.

## Produktion och distribution

### Produktion och bakgrund
De första hundratalet stripparna med figuren Elvis skapades av Tony Cronstam. Därefter kom även hans hustru Maria att bidra med manus då och då. Efter några år permanentades Maria Cronstams medverkan, så att serien kom att bli en samproduktion, tecknad och författad av Tony och medförfattad av Maria Cronstam.

### Metro, Pondus och syndikering
Serien debuterade i Metro år 2000, där den publicerades fram till 2010. Den debuterade i juni som gästserie i tidningen och blev fast daglig serie i Metro den 16 oktober. Samma år gav Brombergs förlag ut ett julalbum med svartvit inlaga och 14 nytecknade sidor.
Under 2001 och 2002 publicerades serien i tidningen Pondus i både Sverige och Norge. Sedan slutet av 2001 har Europa Press syndikerat serien till flera svenska morgontidningar, och samtidigt med syndikeringen övergick serien till att publiceras i färg. Elvis syndikeras idag mot dagspress även av Bulls.

### Album och egen tidning
Egmont har sedan 2003 tryckt minst en årlig samlingsvolym. Serien syntes under 2004 i tidningen Bizarro och från 1/2005 i tidningen Uti vår hage. Året därpå gavs ett provnummer av serietidningen Elvis ut i utgivningsserien Uti vår hage presenterar, och mellan 2007 (#1/2008) och 2014 (#6/2014) gavs Elvis ut som en egen varannanmånadstidning. Den egna serietidningen innehöll längre, nytecknade avsnitt av serien.
Den 29 oktober 2010 publicerades Elvis för sista gången i Metro. Nya strippar kom hädanefter att först publiceras i serietidningen Elvis och därefter syndikeras till dagspressen.
2007 kom tre och 2010 ytterligare en presentbok ut med Elvis-serier. Dessutom har bokförlaget Semic från 2008 producerat årliga Greatest Hits-böcker, som man bland annat distribuerat via jultidningsförsäljningen.

### Android-app
2012 lanserades Elvis the Comic som Android-app till mobiltelefoner och surfplattor. Den visar bland annat dagliga strippar och innehåller röstningsfunktion och topplista. Fram till och med 2014 har den laddats ner mer än 10 000 gånger.

## Kritik
Serien har i diskussionstrådar ibland blivit beskylld för att vara könsstereotyp. Kritiken avfärdas av Maria med att de lever i ett stereotypt förhållande, och den avspeglar deras liv.

## Serietidningen
Den första versionen av tidningen Elvis, som kom under 2006, innehöll flera olika sidoserier. Dessa var Last Kiss samt serier/teckningar av Jan Stenmark och Malin Biller. Version 2 av tidningen, publicerad varannan månad sedan 2007, har innehållit följande sidoserier:
- Samir (av Max Gustafson)
- Plåstra
- Last Kiss
- Bob-Henry
- Carpe diem
- Solpaneler
- diverse inslag från Svenska Mad
- blandade serier av Malin Biller och Édika
- skämtteckningar av Hans Lindström.

Serietidningen lades ner 2014 och sista numret blev #6/2014. I ett helsidesuppslag (sid 4-5) i det numret förklarade författaren Tony Cronstam beslutet att lägga ner tidningen. Som motiv angavs författarparets svårigheter att skapa något tillsammans samtidigt som de låg i skilsmässa. Cronstam öppnade emellertid upp med att tidningen kan komma tillbaka i framtiden.

## Böcker

### Album
- 2000 – Elvis
- 2003 – Under skalet
- 2004 – Bäst i test
- 2005 – Toastad men inte bränd
- 2006 – Första boken extra allt
- 2006 – Keeping Harlem Strong
- 2007 – Ingen dag utan ångest
- 2008 – Enskilda samtal
- 2009 – Hallå där, kompis!
- 2009 – Måndagszombie
- 2010 – Dödsdansen
- 2010 – Tillsammans sedan 2000, 2000-2010
- 2011 – Äntligen semester
- 2011 – Varför kan inte livet vara som en poster?
- 2011 – Pungsparkad av livet
- 2012 – Fredagsmys
- 2013 – Baileysman
- 2013 – Say Hello to My Little Friend
- 2014 – Sommarklåda
- 2016 – Elvis: the very best!

### Presentböcker
- 2007 – En liten stund med kärlek
- 2007 – En liten stund med vänskap
- 2007 – En liten stund med sex
- 2010 – En liten stund med Sonny

Åtta Greatest Hits-böcker finns också, utgivna på Bokförlaget Semic.